# Hotel de la Ville (Monza)
L'Hotel de la Ville è uno storico albergo di lusso situato a Monza, in Lombardia, di fronte all'ingresso principale della Villa Reale. Inaugurato nel corso del XX secolo, sorge in una posizione strategica accanto al Parco di Monza e a breve distanza dall'Autodromo Nazionale, ed è stato oggetto di vari interventi di ristrutturazione e ampliamento nel corso degli anni. L'hotel è stato spesso scelto come sede di soggiorno da personalità del mondo politico, sportivo e culturale, anche in occasione del Gran Premio d'Italia.
Fa parte dei Locali storici d'Italia.

## Storia
La struttura fu edificata intorno all'1874 come residenza signorile privata nei pressi della Villa Reale di Monza, lungo quello che all'epoca era un viale alberato di accesso al parco. Negli anni successivi fu convertita in locale pubblico con funzioni ristorative e assunse il nome di Eden. Si trattava di un raffinato ristorante in stile liberty, frequentato da villeggianti milanesi e dalla nobiltà brianzola, attratti dalla vicinanza con la residenza reale e con il parco, già allora considerato uno dei più estesi d’Europa.
A seguito dell’assassinio del re Umberto I a Monza il 29 luglio 1900, il locale fu ribattezzato Eden Hotel Savoia. Il nuovo nome intendeva omaggiare la casa reale e attrarre i numerosi visitatori e pellegrini che giungevano in città per rendere omaggio al sovrano presso la Cappella espiatoria voluta da Vittorio Emanuele III e costruita nel 1905.
Nel 1958, l’immobile fu rilevato da Bartolomeo Nardi, imprenditore toscano attivo nella ristorazione e nella gestione alberghiera. Sotto la sua guida, la struttura fu ristrutturata e trasformata in albergo, assumendo il nome attuale di Hotel de la Ville.
A partire dagli anni 1970, i figli di Bartolomeo, Luigi, detto Gigi, e Arcangelo, detto Tany, ampliarono il complesso, realizzando una dépendance nota come La Villa, situata in un edificio ottocentesco adiacente al corpo principale, e inaugurando il ristorante Derby Grill. Quest’ultimo divenne noto negli anni grazie anche alla collaborazione con chef e maître di fama nazionale.
La struttura è membro del circuito internazionale Small Luxury Hotels of the World ed è riconosciuta da Regione Lombardia come attività storica d’eccellenza.

## Struttura
L'hotel comprende 62 camere nell'edificio principale e 7 suite nella dépendance. Gli interni, ispirati allo stile Secondo Impero, presentano boiserie, mobili d'epoca e opere d'arte.
Dal 1995 la struttura è entrata a far parte del circuito Charming Hotels, nel 2000 ha ricevuto il premio "Hotel of the Year" nella categoria business e nel 2007 è diventata membro di Small Luxury Hotels of the World; nel 2014 ha aderito anche al network Les Collectionneurs.

## Ristorazione
Il ristorante Derby Grill propone cucina italiana contemporanea e menù degustazione. Ha ricevuto riconoscimenti dalla guida Gambero Rosso, con due forchette, e dalla Guida Michelin, con tre forchette.

## Ospiti illustri e Formula 1
Grazie alla sua vicinanza all'Autodromo nazionale di Monza, durante il Gran Premio d'Italia l'hotel ospita regolarmente figure di spicco del mondo della Formula 1, quali Michael Schumacher, Niki Lauda, Sebastian Vettel, Jean Todt, Kimi Räikkönen e Charles Leclerc. Tra i personaggi non sportivi che hanno soggiornato all'hotel figurano Gina Lollobrigida, Vittorio Gassman, Roberto Benigni, Giulio Andreotti, Veronica Lario ed Helmut Kohl.

## Ristrutturazioni
Nel 2023 sono stati realizzati interventi di restauro conservativo, che hanno interessato il tetto, le camere e le aree comuni. Le decorazioni interne sono state rinnovate con riferimenti al mondo delle corse automobilistiche, grazie a fotografie storiche e dettagli in stile racing.